# Eikenkernhoutkever
De eikenkernhoutkever (Platypus cylindrus) is een keversoort uit de familie snuitkevers (Curculionidae). De wetenschappelijke naam van de soort werd in 1792 gepubliceerd door Johann Christian Fabricius.